# Смирнов, Виктор Викторович
Виктор Викторович Смирнов (наст. фамилия Смирнов-Голованов; 6 сентября 1934 — 22 апреля 2013) — советский и российский артист балета и театральный режиссёр, заслуженный деятель искусств УССР (1981).

## Биография
Родился 6 сентября 1934 года в Москве в семье режиссёра и сценариста Виктора Фёдоровича Смирнова и Екатерины Ефимовны Смирновой (в девичестве Головановой). Отец был репрессирован в 1946 году и вскоре умер от рака. Воспитанием Виктора Смирнова всецело занималась мать. (В честь неё в 1964 году Смирнов взял себе псевдоним Смирнов-Голованов). В 1952 году закончил Московское хореографическое училище (класс Н. И. Тарасова).
В 1953—1974 годах был артистом балета Большого театра. Был автором русского текста к спектаклю «Сказка о Солдате и Чёрте» (1964). Ещё до окончания карьеры артиста стал заниматься театральной режиссурой и постановкой танца. В 1968—1982 годах работал в творческом союзе с Натальей Рыженко. В 1976—1988 годах работал главным балетмейстером Одесского театра оперы и балета. В ноябре 1988 года совместно с Людмилой Фёдоровной Нерубащенко основал первую в СССР негосударственную балетную труппу «Театр классического балета Виктора Смирнова-Голованова» (за границей известен как Moscow City Ballet) и до конца жизни был его директором и художественным руководителем.
Умер 22 апреля 2013 года в Москве. Похоронен на Преображенском кладбище Москвы.

### Семья
- Отец — советский режиссёр и сценарист Виктор Фёдорович Смирнов (1896—1946).
- Мать — Екатерина Ефимовна Смирнова (урожд. Голованова) (1911—2011).
- Первая жена — артистка хореографического ансамбля «Берёзка» Майя Александровна Рандмер.
- Вторая жена — балерина Большого театра, балетмейстер, кинорежиссёр Наталья Ивановна Рыженко, заслуженная артистка РСФСР (1938—2010).
- Третья жена — солистка Одесского театра оперы и балета, балетмейстер Людмила Фёдоровна Нерубащенко.
- Сын — Василий Викторович Смирнов.

## Награды
- Заслуженный деятель искусств УССР (1981).

## Работы в театре

### Партии в балетах
- «Вальпургиева ночь» — Вакх
- «Пламя Парижа» — Актёр
- «Золушка» — Китайский Принц
- «Красный мак» — Феникс
- «Спящая Красавица» — Адажио Авроры и 4х Принцев
- «Скрябиниана» — Романтический дуэт
- «Вальс» — музыка Машковского
- «Сказка о Солдате и Чёрте» (1964) — Ведущий

### Постановки

#### Оригинальные балеты и номера
- «Слуга двух господ» на муз. М. И. Чулаки (1969);
- «Анна Каренина» (1972, Большой театр, совм. с М. М. Плисецкой, Н. И. Рыженко; 1973, Новосибирский театр оперы и балета; 1974, Театр им. Навои г. Ташкент; 1975, Вильнюсский театр оперы и балета; 1976, Одесский театр оперы и балета; 1977, Свердловский театр оперы и балета; 1981, Киевский театр оперы и балета)
- «Творческий вечер Виолетты Бовт» — «Адажио» на муз. Альбинони, «Современное Па-Де-Де» на муз. В. П. Артёмова (1973, Театр им. Станиславского и Немировича-Данченко);
- «Озарённость» А. И. Пахмутовой (1973, Большой театр, 1979, Одесский театр оперы и балета),
- «Мечтатели» на муз. Д. Д. Шостаковича (1975, Театр им. Станиславского и Немировича-Данченко);
- «Симфония революции» на муз. Д. Д. Шостаковича (1977),
- «Конёк-Горбунок» на муз. Р. К. Щедрина (1980, Одесский театр оперы и балета),
- «Маскарад» на муз. А. И. Хачатуряна (1982, Одесский театр оперы и балета);
- «Коммунист» на муз. В. С. Губаренко (1984, Одесский театр оперы и балета),
- «Шекспириана» (1984, Театр им. Навои).
- «Девушка и смерть» на муз. Скрябина (1985, Одесский театр оперы и балета)
- «Озорные Частушки» на муз. Р. К. Щедрина (1986, Одесский театр оперы и балета),
- «Война и мир» на муз. В. А. Овчинникова (1987, Одесский театр оперы и балета, 1991—1992, Moscow City Ballet совместно с Каирской оперой)
- «Любовь и смерть Анны Карениной» на муз. Р. К. Щедрина (1988, Moscow City Ballet)
- «Ромео и Джульетта» на муз. П. И. Чайковского (Увертюра-фантазия) (1988, Moscow City Ballet)
- «Щелкунчик» на муз. П. И. Чайковского (1992, Moscow City Ballet)
- «Золушка» на муз. С. С. Прокофьева (1994, Moscow City Ballet)
- «Балетная Сюита» на муз. Исами Камата (1999, Moscow City Ballet)
- «Ромео и Джульетта» на муз. С. С. Прокофьева (2004, Moscow City Ballet)

#### Классические и современные балеты
- «Лебединое Озеро» на муз. П. И. Чайковского (Возобновление и капитальная редакция к 100-летию первой постановки) (1977-78, Одесский Театр Оперы и Балета);
- «Жизель» на муз. А. Адана (возобновление) (1979, Одесский театр оперы и балета)
- «Дон Кихот» на муз. Л. Минкуса (возобновление) (1979, Одесский театр оперы и балета)
- «Спящая Красавица» на муз. П. И. Чайковского (возобновление) (1979, Одесский театр оперы и балета)
- «Рапсодия на тему Паганини» на муз. С. В. Рахманинова (1985, Одесский театр оперы и балета),
- «Кармен-сюита» на муз. Бизе-Р. К. Щедрина (1988, Moscow City Ballet)
- «Дон Кихот» на муз. Л. Минкуса (1989, Moscow City Ballet)
- «Жизель» на муз. А. Адана (1989, Moscow City Ballet)
- «Лебединое Озеро» на муз. П. И. Чайковского (1990, Moscow City Ballet)
- «Спящая Красавица» на муз. П. И. Чайковского (1990, Moscow City Ballet)

#### Танцы в опере
- «Вий» на муз. В. С. Губаренко (1983, Одесский театр оперы и балета)

## Фильмография

### Фильмы-Балеты
- 1970 — Озорные частушки
- 1970 — «Трапеция»
- 1972 — «Белые ночи» на муз. А.Шенберга
- 1972 — «Федра» на муз. А. Л. Лошкина
- 1972 — «Московская Фантазия» на муз. В. П. Артемова

### Танцы в кино
- «Весна 29-го» на муз. Д. Д. Шостаковича (1975, Одесская киностудия)

### Сценарист
- 1970 — Озорные частушки

### Хореограф
- 1968 — Анна Каренина